# Woodiphora prorsa
Woodiphora prorsa är en tvåvingeart som beskrevs av Schmitz 1926. Woodiphora prorsa ingår i släktet Woodiphora och familjen puckelflugor.
Artens utbredningsområde är Costa Rica. Inga underarter finns listade i Catalogue of Life.